# Nick Hopkins
Nick Hopkins är en brittisk grävande journalist, bäst känd i hemlandet för sitt arbete vid dagstidningen The Guardian och BBCs välansedda samhällsprogram Newsnight.

## Arbete med grävande journalistik
Hopkins ingick i The Guardians arbetsgrupp för grävande journalistik när visselblåsaren Edward Snowdens material publicerades under 2013. Hopkins arbete belönades med pulitzerpriset. Under 2014 bytte Hopkins arbetsplats till BBC för att arbeta med samhällsprogrammet Newsnight. Flytten marknadsfördes av BBC och i ett uttalande meddelande Hopkins att han beundrat Newsnight under sin karriär.
I januari 2016 återvände Hopkins till The Guardian som redaktör och ansvarig för tidningens grävande journalistik. Kort efter återvändandet upplöste tidningen sitt dåvarande team för grävande, och uppmanade medarbetarna att söka sig till nya uppdrag inom organisationen. I januari 2018 var Hopkins fortfarande anställd i sin tjänst som chef för The Guardians grävande journalistik.

### Tidigare karriär
Vid offentliggörandet av Hopkins rekrytering till BBC 2014 uttalade sig Hopkins om sin över två årtionden långa karriär. Tidningarna Surrey Comet och Wolverhampton Express & Star var de första tidningarna han jobbade vid.
1994 anställdes Hopkins vid Daily Mail där han avancerade till utrikeskorrespondent i New York. Sin första 16 år långa period vid The Guardian inleddes 1998 och avslutades 2014. Hopkins första arbetsområden där inkluderade perioder som inrikes- och utrikesredaktör, fyra år som brottsreporter samt tre år som redaktör för försvar- och säkerhetsangelägenheter. 
I en profil på journalistsajten Muckrack som uppges vara redigerad av Hopkins själv räknar han upp journalistisk arbetserfarenhet även vid Yahoo, The Irish Times, AlterNet, CIO Today, Teton Valley News och Der Freitag.